# Vaja, Ungern
Vaja är en ort i Ungern.   Den ligger i provinsen Szabolcs-Szatmár-Bereg, i den nordöstra delen av landet, 240 km öster om huvudstaden Budapest. Vaja ligger 140 meter över havet och antalet invånare är 3 774.
Terrängen runt Vaja är mycket platt. Runt Vaja är det ganska tätbefolkat, med 207 invånare per kvadratkilometer. Närmaste större samhälle är Mátészalka, 12,9 km öster om Vaja. Trakten runt Vaja består till största delen av jordbruksmark.